# Jedle sibiřská
Jedle sibiřská (Abies sibirica) je jehličnatý strom, přirozeně rostoucí v tajze na východ od řeky Volhy a na jih od 67°40' severní šířky na Sibiři - v Turkestánu, severovýchodním Sin-ťiangu, v Mongolsku a Chej-lung-ťiangu. Má měkké, ploché a silně vonné jehličí.

## Synonyma
- Abies sibirica poddruh sibirica:
- Abies pichta,
- Picea pichta,
- Pinus pichta,
- Pinus picea,
- Pinus sibirica.
- Abies sibirica poddruh semenovii:
- Abies semenovii,
- Abies sibirica varieta semenovii.

## Popis
Stálezelený, jehličnatý, rychle rostoucí (více než 30 cm za rok, více než 4,5 m za 10 let) strom, dorůstající 35 m a dožívající se vzácně kolem 200 let (časté poškození dřeva houbovými chorobami snižuje dosažený maximální věk tohoto stromu). Kmen dosahuje průměru 0,5–1 m. Koruna je kuželovitá. Borka je šedozelená a hladká s pryskyřičnými puchýři. Letorosty jsou šedožlutozelené (u Abies × sibirico-nephrolepis do hněda), pryskyřičnaté a mírně chlupaté (Abies sibirica poddruh semenovii má letorosty drsné a rýhované). Pupeny jsou nazelenalé, malé, kulovité a pryskyřičnaté. Jehlice jsou 3–4 cm dlouhé (v horní části koruny 1-1,5 cm), 1-1,5 mm široké (Abies × sibirico-nephrolepis má jehlice kratší; Abies sibirica poddruh semenovii navíc s pryskyřičnými okrajovými kanálky); seshora světle zelené, vespod se dvěma šedobílými průduchovými (stomatárními) proužky; jehlice směřují vzhůru (na spodních stranách větví vodorovné), jsou měkké, se zaoblenou či vroubkovanou špičkou, intenzivně vonící. Samičí šištice (šišky) jsou 5–9 cm dlouhé a 2–3 cm široké (Abies × sibirico-nephrolepis má šišky větší), válcovité, zpočátku namodralé později (tmavě) hnědé (u Abies sibirica poddruh semenovii žlutohnědé), semenné šupiny jsou na okrajích zubaté, podpůrné šupiny jsou skryté (u Abies sibirica poddruh semenovii jsou podpůrné šupiny širší). Semena jsou 7 mm dlouhá, s 7–13 mm dlouhým křídlem. Děložních lístků (Cotyledon) je 3-4 . Strom kvete v květnu. Semena dozrávají říjen-listopad.

## Příbuznost
Strom se vyskytuje ve dvou poddruzích (subspeciích):
- Abies sibirica poddruh sibirica
- Abies sibirica poddruh semenovii

a jednom přirozeně vzniklém kříženci:
- Abies × sibirico-nephrolepis.

## Výskyt
Domovinou stromu je:
- Abies sibirica poddruh sibirica: Čína (autonomní oblast na úrovni provincie Sin-ťiang); Rusko (též Ruská federace) (Altaj, Amurská oblast, republika Burjatsko, okolí města Čita, Irkutská oblast, Chabarovský kraj, Krasnojarský kraj, republika Tuva, Západosibiřská rovina, republika Sacha (Jakutsko)).
- Abies sibirica poddruh semenovii:

stát Kyrgyzstán.
- Abies × sibirico-nephrolepis: Čína (provincie Chej-lung-ťiang).

## Ekologie
Horský strom, rostoucí v nadmořských výškách 1300–2800 m v sibiřské Tajze. Mrazuvzdorný pod −45,6 °C, jeden z nejmrazuvzdornějších stromů na světě. Klima pevninské a studené. Velmi citlivá na znečištění ovzduší. pH půdy, ve které se jedli sibiřské daří, se pohybuje kolem 5 (půda mírně kyselá), preferuje půdy vlhké, ale současně dobře odvodňované. Půdy obvykle naplaveninového původu, podzolové, na horách též vápenaté, bez permafrostu. Nenáročný na půdu a světlo. Strom tvoří monokulturní porosty, častěji ovšem roste ve smíšených lesích s: smrkem sibiřským Picea obovata, modřínem dahurským Larix gmelinii, popelivkou sibiřskou Ligularia sibirica, borovicí sibiřskou Pinus sibirica, břízou bělokorou Betula pendula, topolem osikou Populus tremula, jeřábem ptačím Sorbus aucuparia, kalinou obecnou Viburnum opulus, lípou malolistou Tilia cordata, jilmem horským Ulmus glabra a javorem mléč Acer platanoides.

## Choroby a nepřátelé
Jedle sibiřská je náchylná k houbovým chorobám.

## Využití člověkem
Dřevo je využíváno ve stavebnictví. Ve střední a východní Evropě pěstován jako okrasný strom.

## Využití v tradiční medicíně
V tradiční asijské medicíně se olej z jehlic používal pro své regenerační a dezinfekční účinky jako přírodní antibiotikum, antiseptikum, a antioxidant při léčbě onemocnění, mající různé příčiny (například infekce, poranění a další): záněty, respirační onemocnění, chřipka, bolesti v krku, nachlazení, bolesti svalů a kloubů; k hojení (infikovaných) ran, k léčbě popálenin a k dalším účelům.

## Ohrožení
Podle organizace IUCN není strom ohrožen, v Číně je nicméně tento druh považován za ohrožený.

## Galerie

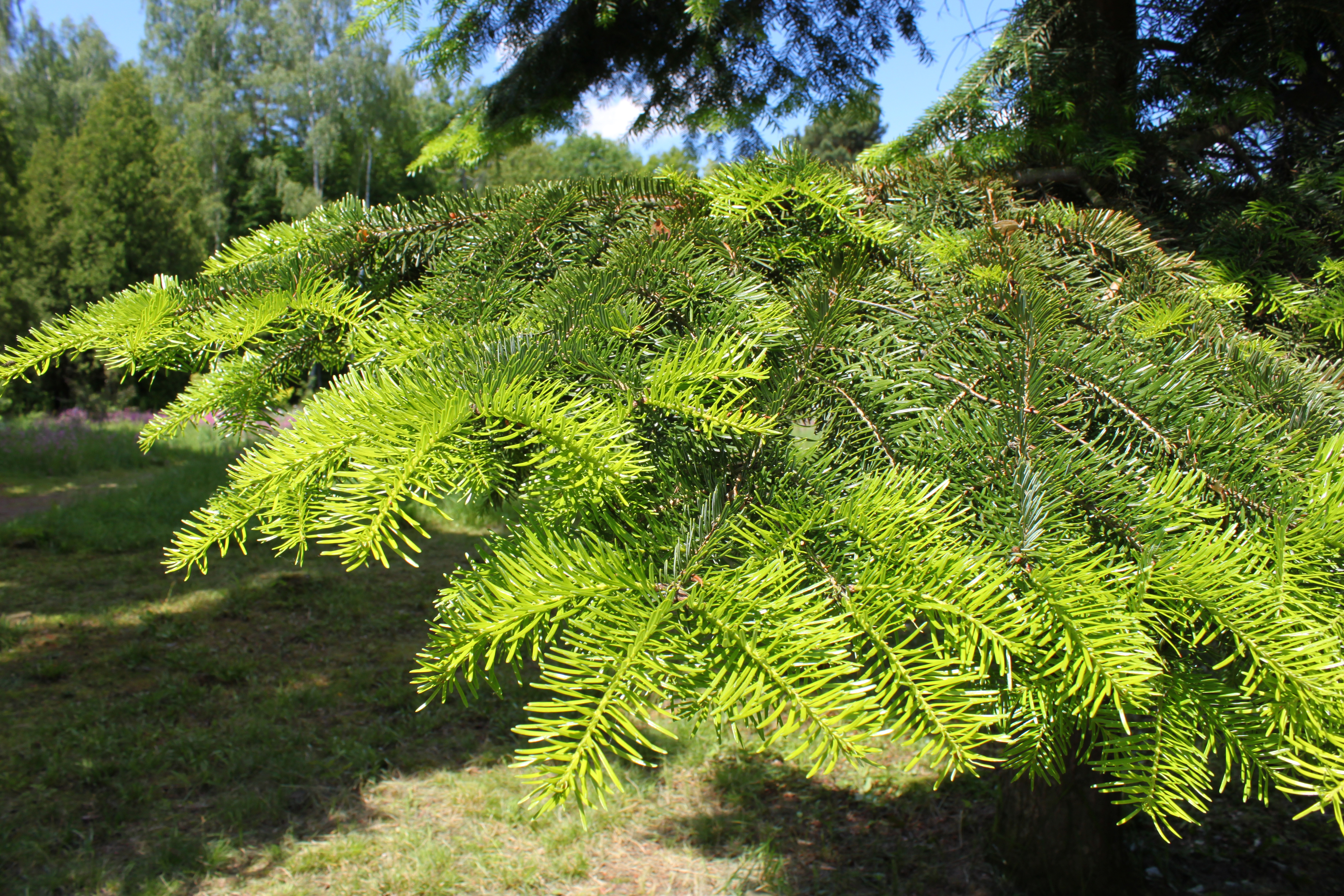
Jedle sibiřská, detail jehlic, v botanické zahradě Arboretum SGGW Rogów, Polsko.
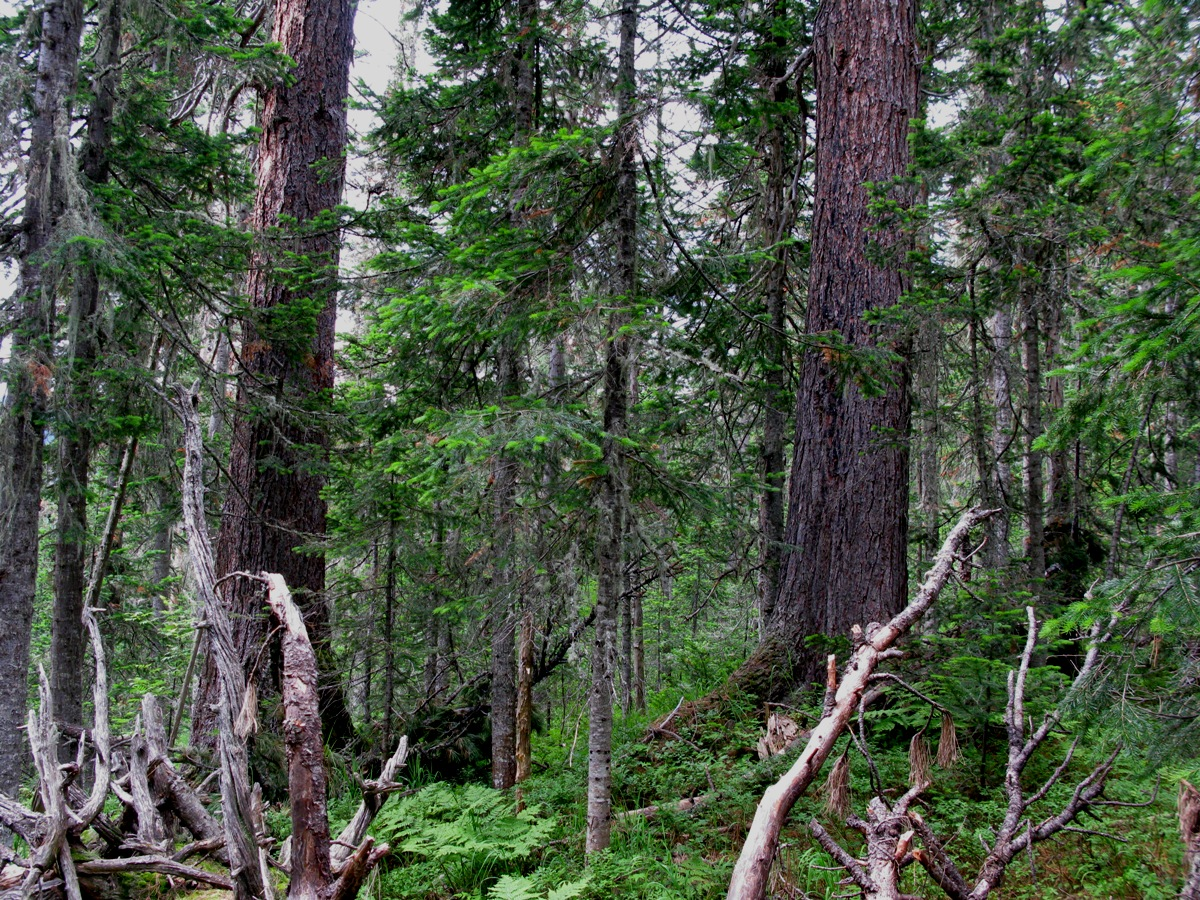
Jedle sibiřská v Tajze, v národním parku Ergaki (Yergaki), v Krasnojarském kraji, Sibiř, Rusko.